# Masche di Levone
Con il termine Masche di Levone si fa riferimento a un processo per stregoneria che ebbe luogo nel borgo piemontese di Levone nel 1474.

## Storia

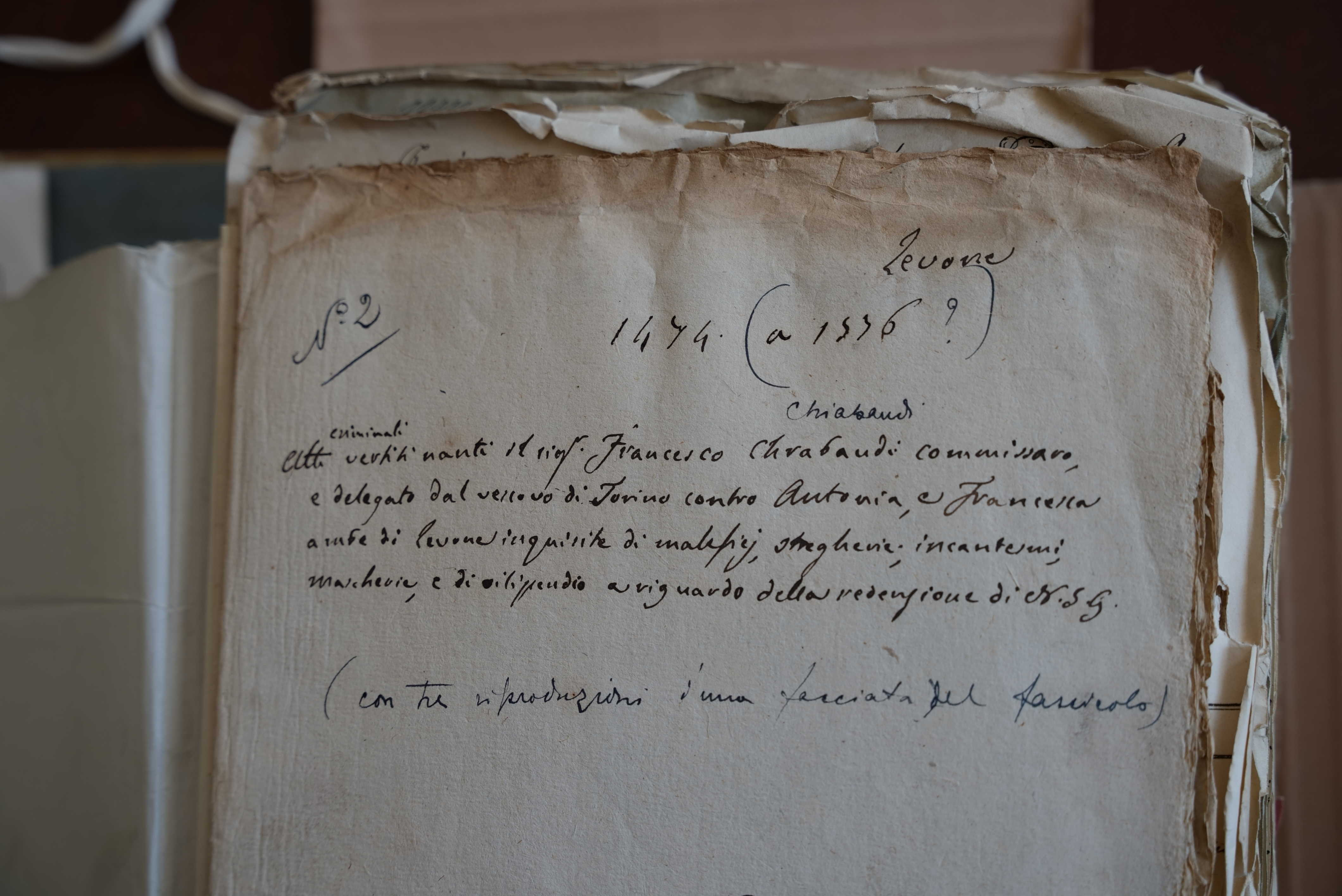
Gli atti del processo

Levone, borgo piemontese nel Canavese, era dilaniato da gravi problemi: mortalità infantile altissima (inclusi i due figli del podestà Bartolomeo Pasquale), carestia e un'epidemia di morte del bestiame. I sospetti di stregoneria portarono all'arresto di quattro donne nell'agosto 1474, quando Antonia De Alberto, Francesca Viglone, Bonaveria Viglone e Margarota Braya furono portate nel castello dei conti di Rivara.
Francesco Chiabaudi, frate domenicano inquisitore, assieme al confratello Lorenzo Butini, condusse un processo di circa tre mesi nel castello, dove le donne furono interrogate e torturate per estorcere confessioni, costrette a rinnegare la fede e accusarsi reciprocamente. Margarota Braya riuscì a fuggire durante le torture. Bonaveria Viglone compare in un processo successivo. Le restanti Antonia De Alberto e Francesca Viglone, fiaccate dai tormenti, confessarono e furono condannate.
Il tribunale civile, sulla base del verdetto inquisitoriale, condannò Antonia e Francesca alla morte sul rogo. Il pubblico supplizio avvenne nei pressi del torrente Malone, in pra' Quazoglio, il 7 novembre 1474.
Gli atti originali con i 55 capi d'accusa sono custoditi nell'Archivio di Stato di Torino.

## Memoria
Nel 2020, è stato ufficialmente depositato presso la Camera di Commercio di Torino il marchio "Le Masche di Levone", atto che conferisce riconoscimento formale a questa tradizione popolare e culturale, sottolineandone il valore simbolico per il Comune. Nel 2023, è stata istituita la "Giornata delle Masche", celebrata il 7 novembre, in ricordo delle die vittime. L'iniziativa gode del patrocinio della Regione Piemonte e della Città Metropolitana di Torino. L'evento si svolge nel contesto della manifestazione popolare "I giorni delle Masche", una rievocazione storico-folkloristica che include mercati medievali e spettacoli teatrali.